# NN-256
La carretera NN‑256 es una vía departamental secundaria ubicada en el municipio de Larreynaga, en el departamento de León. Tiene una longitud de 10.74 kilómetros y conecta la Escuela de Tolapita con el empalme hacia la comunidad de Las Lagunas. Esta carretera fue inaugurada en 2024 y forma parte del programa de mejora de caminos rurales del MTI.

## Trazado y cruces
La siguiente tabla muestra su recorrido, localidades y principales conexiones:
| km    | Localidad                  | Departamento | Conexión / Ruta |
| ----- | -------------------------- | ------------ | --------------- |
| 0.0   | Escuela de Tolapita        | León         |                 |
| 5.4   | Comunidad intermedia rural | León         |                 |
| 10.74 | Empalme Las Lagunas        | León         |                 |